# Rhaphidorrhynchium levieri
Rhaphidorrhynchium levieri là một loài Rêu trong họ Sematophyllaceae. Loài này được (Paris) Broth. miêu tả khoa học đầu tiên năm 1925.